# Marco Acerbi
Marco Acerbi (Aosta, 29 aprile 1949 – Breuil-Cervinia, 24 luglio 1989) è stato un ostacolista italiano.

## Biografia
Nato nel 1949 ad Aosta, iniziò a praticare l'atletica leggera a 16 anni, nel 1965.
A 23 anni partecipò ai Giochi olimpici di Monaco di Baviera 1972, nei 110 m ostacoli, passando le batterie arrivando 1º con il tempo di 13"99, ma venendo eliminato in semifinale, con l'8º posto in 14"45.
Nel 1969 e 1971 prese parte agli Europei, in entrambi i casi nei 110 m ostacoli, uscendo in semifinale ad Atene 1969 con il tempo di 14"5 (8º della sua semifinale), dopo aver passato la sua batteria da 4º in 14"6, e in batteria a Helsinki 1971 con il 5º posto in 14"56. Nel 1971 partecipò anche ai Giochi del Mediterraneo di Smirne, sempre nei 110 m ostacoli, mentre l'anno successivo prese parte agli Europei indoor di Grenoble 1972, nei 50 m ostacoli, venendo eliminato in batteria con il tempo di 6"86.
Nel 1972 fu campione italiano nei 60 m ostacoli indoor con il tempo di 8"0.
Morto a soli 40 anni nel 1989, a fine 2018 gli è stato intitolato il Palaindoor di Aosta.

## Palmarès
| Anno | Manifestazione  | Sede              | Evento         | Risultato  | Prestazione | Note |
| ---- | --------------- | ----------------- | -------------- | ---------- | ----------- | ---- |
| 1969 | Europei         | Atene             | 110 m ostacoli | Semifinale | 14"5        |      |
| 1971 | Europei         | Helsinki          | 110 m ostacoli | Batteria   | 14"56       |      |
| 1972 | Europei indoor  | Grenoble          | 50 m ostacoli  | Batteria   | 6"86        |      |
| 1972 | Giochi olimpici | Monaco di Baviera | 110 m ostacoli | Semifinale | 14"45       |      |

## Campionati nazionali
- 1 volta campione nazionale nei 60 m ostacoli indoor (1972)

1972
- Oro ai Campionati nazionali italiani, 60 m ostacoli indoor - 8"0